# Arco Bahai
L'Arco Bahai è un complesso di edifici amministrativi del Centro Mondiale Bahai disposti ad arco sul Monte Carmelo a Haifa, in Israele.

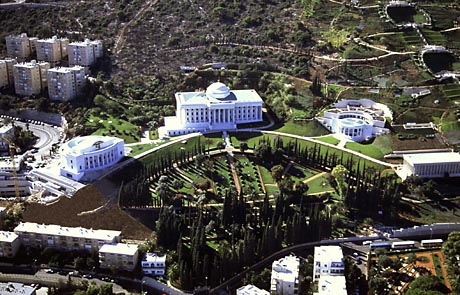
Il complesso dell'Arco Bahai

Comprende la Casa Universale di Giustizia, il Centro Internazionale di Insegnamento, l'Archivio internazionale bahai e il Centro per lo studio dei testi sacri bahai. È prevista altresì la costruzione della Libreria internazionale bahai, ma non è stata per ora effettuata.

## Simbolismo
Bahá'u'lláh, il fondatore della Fede bahai, ha scritto che Dio avrebbe levato il suo arco sul Monte Carmelo e che tale montagna sarebbe stato il posto del Suo trono.
Tale profezia interpretata da Shoghi Effendi, il Custode della Fede, fu destinata all'attuale Casa Universale di Giustizia, la suprema istituzione di governo bahá'í, e ad altre coadiuvanti istituzioni in parte ora presenti sul Monte Carmelo.
Shoghi Effendi stabilì che gli edifici di tali istituzioni sarebbero state dislocate sul terreno seguendo una linea ad arco, e circondate da giardini.
Il fregio dell'arco sarebbero stati i giardini monumentali che avrebbero ospitato anche le sepolture di speciali e straordinari Credenti, fedeli alla Causa di Dio, insegnata da Bahá'u'lláh.

## Edifici

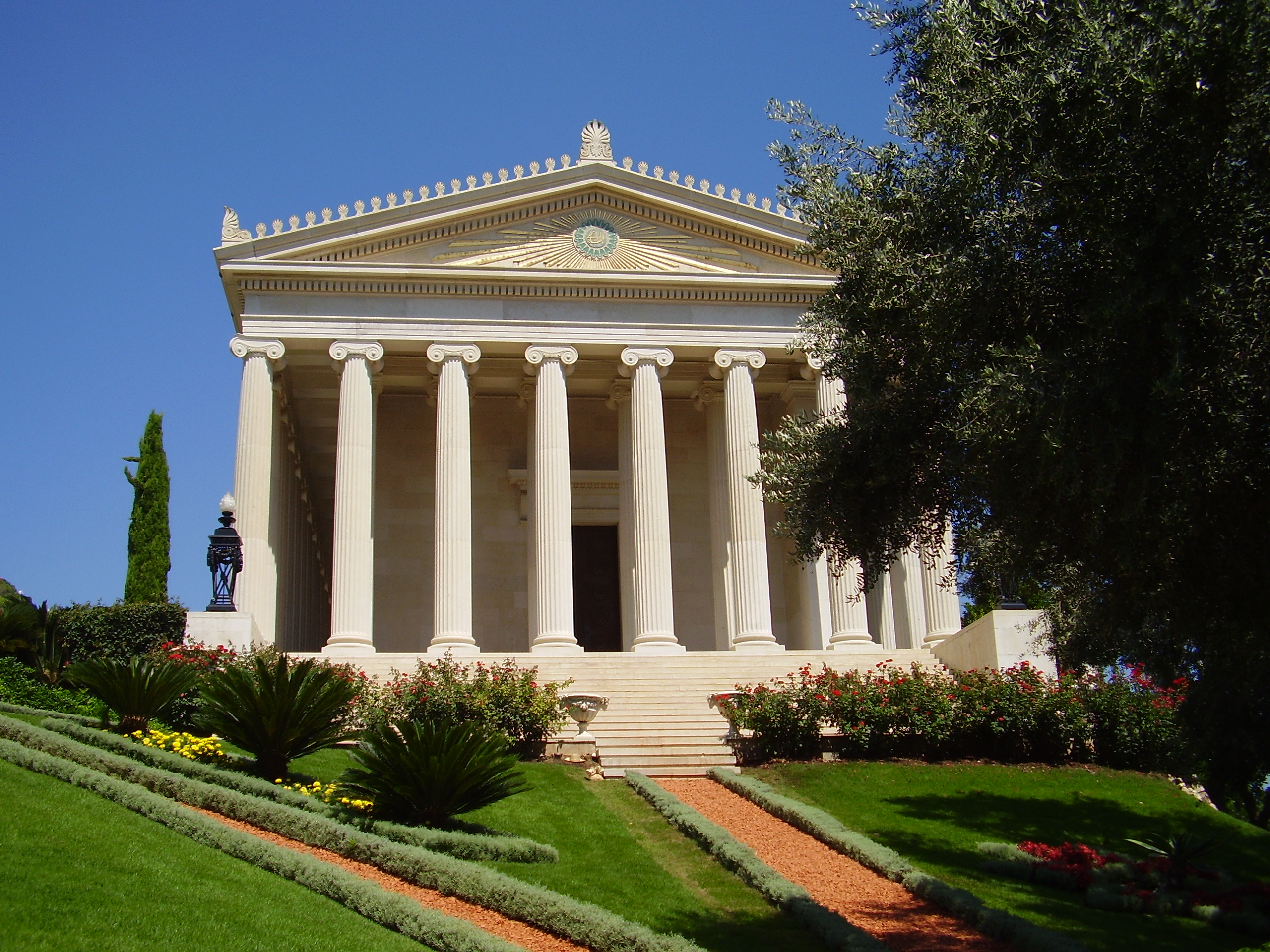
Archivio Internazionale Bahai

Il primo edificio costruito fu l'Archivio Internazionale Bahai.
Shoghi Effendi scelse il sito e lo stile neoclassico, che servì come punto di riferimento stilistico anche per le altre costruzioni.
Shoghi Effendi sovrintese e curò la costruzione dell'Archivio internazionale, ma non poté vederne il completamento a causa del suo improvviso decesso, né poté essere a quella inaugurazione.
Il completamento dei lavori dell'Archivio fu seguito dalle Mani della Causa che lo aprirono ai visitatori bahai nel 1961.
Nel 1972 la Casa Universale di Giustizia decise la costruzione dell'edificio destinato a propria sede.

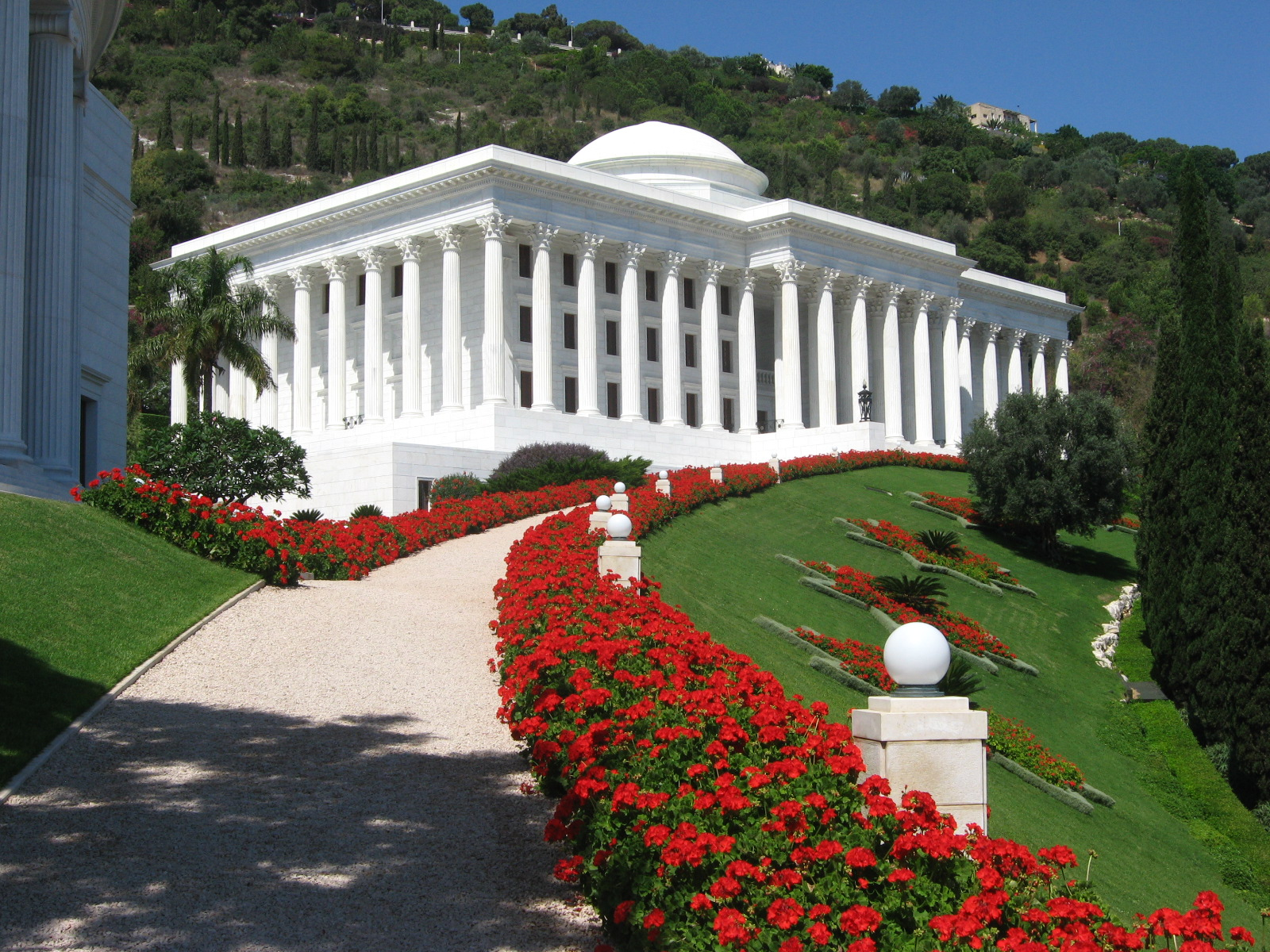
Casa Universale di Giustizia Bahai, Haifa

L'architetto incaricato alla progettazione della Casa di Giustizia fu Hossein Amanat; la costruzione dell'edificio iniziò nel 1973 e fu ultimata nel 1982.
La Casa Universale di Giustizia si trova all'apice dell'arco; comprende un salone per le riunioni, la sala di ricevimento, una biblioteca, locali per vari uffici e altri locali destinati a scopi istituzionali.
La costruzione degli edifici del Centro per lo Studio dei Testi Sacri e per il Centro Internazionale di Insegnamento fu annunziata nel 1987 e iniziò nel 1992.
Il Centro per lo Studio dei Testi Sacri fu completato nel 1999 e quello per l'insegnamento nel 2000.
La Libreria Internazionale Bahai non è stata ancora costruita anche se ne è stata pianificata la sua collocazione nel punto finale ad est dell'arco.
In ottemperanza alle normative israeliane tutti gli edifici sono dotati di rifugi antiatomici e collegati tra loro con passaggi sotterranei.